# Luxembourgs håndboldlandshold (herrer)
Luxembourgs håndboldlandshold for mænd er det mandlige landshold i håndbold for Luxembourg. Det repræsenterer landet i internationale håndboldturneringer. De reguleres af Federation Luxembourgeoise de Handball.
Holdet deltog ved VM 1958, hvor de endte på 16. pladsen.